# محمد الودعاني
محمد الودعاني الدوسري سعودي طالب بإسقاط الأسرة الحاكمة في السعودية واعتقل يوم 4 مارس 2011.

## الدعوة للتظاهر
في أواخر فبراير 2011 نشر محمد الودعاني مقطعاً على يوتيوب يدعو فيه إلى «المجاهرة بالرغبة في إسقاط الملكية» ثم نشر بعده مقاطع أخرى تدعو لثلاث مظاهرات: الأولى بعد صلاة جمعة 4 مارس أمام مسجد الراجحي في مدينة الرياض والثانية في 7 مارس في ما سُمّي اثنين الوفاء للمعتقلين والمظاهرتان هدفهما الحشد للمظاهرة الثالثة التي سُمّيت يوم الغضب و  ثورة حنين في 11 مارس. قبل يوم واحد من موعد المظاهرة نشر الودعاني مقطعاً أكد فيه التزامه بالدعوة للتظاهر وقال فيه :  لأننا نرفع شعار إسقاط الملكية ولخوف الكثيرين من تأييد هذا الشعار فلا بأس أن أقف وحيداً.

## التظاهر والاعتقال وردود الأفعال
في يوم المظاهرة وبعد صلاة الجمعة وقف محمد الودعاني حاملاً لافتة مكتوب عليها شباب 4 مارس فأحاطت به مجموعة ممن يعتقد أنهم رجال شرطة بلباس مدني وأمسكوا به لكنه تمكن من الفرار منهم وعاد مجدداً بين الحشد حاملاً لافتة أخرى فعادوا وألقوا القبض عليه. يُعتقد أنه محتجز في سجن الحائر الواقع بالقرب من مدينة الرياض.
بعد المظاهرة وفي يوم 6 مارس أصدرت وزارة الداخلية بياناً يكرر التأكيد على منع التظاهر ثم أصدرت هيئة كبار العلماء في 7 مارس فتوى [تحرم] المظاهرات والأساليب التي تثير الفتن وتفرق الجماعة بينما طالبت منظمة العفو الدولية والشبكة العربية لمعلومات حقوق الإنسان بإطلاق سراحه وبحسب هيومن رايتس ووتش فإن بعض أقاربه الذين تمكنوا من زيارته رأوا على جسده آثار تعذيب.
في 8 مارس ألقى  ناصر بن تركي بن درعان كلمة أمام الملك عبد الله بن عبد العزيز تبرأ فيها من محمد الودعاني وسماه المارق المنحرف عن جادة الصواب.